# ザ・キャビン 監禁デスゲーム
『ザ・キャビン 監禁デスゲーム』（ザ・キャビン かんきんデスゲーム、Weekend）は2020年に配信されたイタリアのスリラー映画。
監督はリッカルド・グランディ、出演はアレッシオ・ラピーチェ、エウジェニオ・フランチェスキーニ、ヤコポ・オルモ・アンティノーリ、フィリッポ・シッキターノなど。
雪山のロッジを舞台に、7年前の友人の謎の死をめぐって4人の悪友たちの間で展開する心理ゲームを描いている。
本国イタリアでは2020年12月17日からAmazon Prime Videoで配信された。
日本では2021年7月2日にDVDが発売されたほか、Amazon Prime VideoやU-NEXTなどで配信されている。

## ストーリー
学生時代の仲間だった、ミケーレ、ロベルト、フェデリコ、ジュリオの4人は、ある展覧会に招待されて7年ぶりに再会する。その展覧会は、7年前に謎の死を遂げた仲間アレッサンドロの母で著名な芸術家であるヴェロニカが、亡き息子を追悼するために開いたものだった。久々の再会に旧交を温めた4人は浮かれ騒ぐが、翌朝目覚めると、雪に閉ざされた冬山のロッジにいることに気づく。しかも壁には「アレッサンドロを殺したのは誰か? 真相を明かさなければ全員死ぬ」との文字が記されていた。実はこのロッジは7年前の夏にアレッサンドロが亡くなる前日に開いたパーティの会場だったのである。人里離れたロッジに実質的に監禁された状態となった4人は、アレッサンドロの死の真相をめぐって互いに疑いを抱くようになる。
7年前の夏、アレッサンドロが開いたパーティに集まった4人は、はたから見れば親しい仲間に見えていたが、金持ちで傲慢なアレッサンドロと4人の関係は決して良好なものではなかった。
優等生の医学生だったミケーレは、パーティの参加者の1人で同じく医学生のマリーナと惹かれ合って深い仲となるが、本来は歌手志望の彼女がアレッサンドロとベルリンで音楽活動をすると聞かされ、アレッサンドロに嫉妬心を抱く。
アレッサンドロと兄弟同然に育ち、共にケンブリッジ大学への進学を決めていたロベルトは、アレッサンドロが自分に何の相談もなしに進学をやめてベルリンに行くと聞かされ、ショックを受ける。
学力も容姿も他の4人と比べて劣っていることにかねてより強いコンプレックスを抱いていたフェデリコは、アレッサンドロに用意した薬物の件でパーティの最中に人前で激しく罵倒されたことに強い恨みを抱く。
ゲイであることを仲間にオープンにしているジュリオは、アレッサンドロを深く愛しており、前の冬にアレッサンドロと2人で密かにロッジを訪れた際に性的関係を持っていたのだが、アレッサンドロはそれを酔った上での過ちとしてジュリオの思いを拒絶し、ジュリオは深く傷つく。
ジュリオこそが犯人だと考えた他の3人はジュリオを拘束する。しかし、ジュリオは見張り役として1人だけ残ったロベルトにフェデリコこそが怪しいと告げ、このロッジまで連れてきたのは自分であると明かす。5人お揃いのペンダントの1つをアレッサンドロの遺体の近くで見つけていたジュリオは、それをアレッサンドロのものと思ってヴェロニカに届けたが、その際にアレッサンドロのペンダントは身につけたままだったことを知らされ、アレッサンドロの死に仲間の1人が関わっていることに気づいたのである。この事実を聞かされたロベルトはジュリオに襲われたように装うと、真相を語り始める。実はパーティの後の深夜、ロベルトはアレッサンドロと2人で話をしていたのである。ロベルトは子供の頃からヴェロニカのモデルとして息子のように愛されていたが、同時にヴェロニカの愛人でもあり、その事実を知ったアレッサンドロに激しく罵倒される。ロベルトとアレッサンドロは掴み合いの喧嘩になり、その弾みでアレッサンドロはロベルトのペンダントを引っ掛けて崖下に転落する。
ロベルトはジュリオを銃で脅しながら、自分たちを連れてきた車の隠し場所まで案内させる。しかし、そこでジュリオが隙を見て反撃して逃げ出し、ロベルトとジュリオは激しく揉み合う。そこにミケーレとフェデリコがかけつけ、アレッサンドロを殺したのがロベルトであることを知る。4人での格闘の末にロベルトは銃でジュリオを撃つが、弾はフェデリコが密かに抜いていた。ロベルトが慌てている隙にミケーレが石で頭を殴り、ロベルトは死ぬ。ロベルトの遺体を雪山に残し、ミケーレ、フェデリコ、ジュリオの3人は車で雪山を後にする。帰宅したミケーレを妊娠中の妻マリーナが出迎える。
7年前の事件の翌朝、崖下に転落したアレッサンドロはまだ生きていた。朝になって行方のわからないアレッサンドロを探しに山林に入った4人の中で最初にアレッサンドロを見つけたミケーレは、アレッサンドロに息があることを知りながら、アレッサンドロを探すふりをして見殺しにする。

## キャスト
- ミケーレ: アレッシオ・ラピーチェ（イタリア語版） - 医師。学生時代は優等生で学生会長。
- ロベルト: エウジェニオ・フランチェスキーニ（イタリア語版） - ハイテク企業の経営者。アレッサンドロと兄弟同然に育った。
- フェデリコ: ヤコポ・オルモ・アンティノーリ（イタリア語版） - 家業の建設業を継いだ社長。いじられキャラ。薬物依存。
- ジュリオ: フィリッポ・シッキターノ - フュージョン料理のシェフ。ゲイでアレッサンドロと関係があった。
- アレッサンドロ: ロレンツォ・ズルゾロ - 7年前に謎の死を遂げた友人。
- マリーナ: グレタ・フェッロ（イタリア語版） - 医学生。実は歌手志望。後にミケーレの妻に。女児を妊娠中で出産間近。
- ヴェロニカ: サラ・リッチ（イタリア語版） - アレッサンドロの母。裕福な芸術家。

## 作品の評価
IMDbのユーザによる評価の加重平均は10点満点中4.9点となっている。
イタリアの映画コミュニティ「L'occhio del cineasta（映画作家の目）」においてステファノ・デル・ジュディチェは、イタリア映画としては珍しいジャンルの作品で挑戦的であるとしながらも「単純にお勧めできない」とし、特に悪い点として「全キャストの演技」「俳優たちの演出」「音響」「脚本」「セリフ」「登場人物のキャラクターづけの欠如」を挙げている。